# Marcos Zapata (pintor)

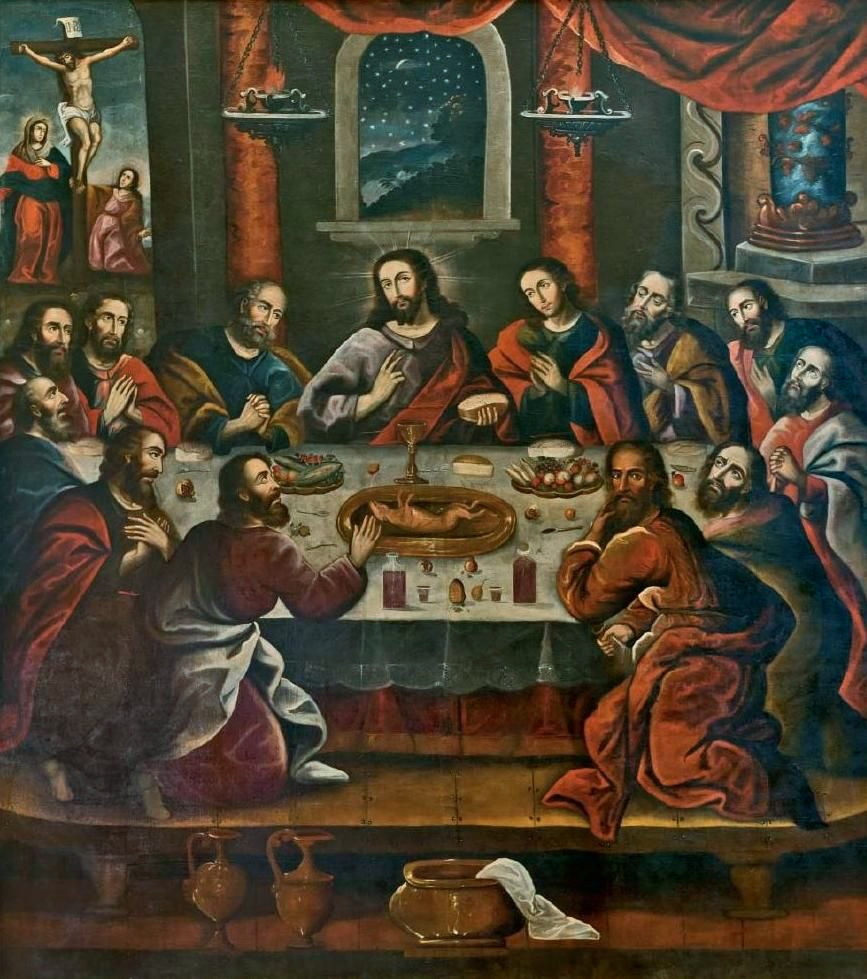
La última cena, 1755, catedral de Cuzco

Marcos Zapata, alguna vez confundido con Marcos Sápaca Inca (Cusco, c. 1710-1776), fue un pintor peruano, activo en Cuzco entre 1742 y 1776.
Fue uno de los últimos autores de la llamada Escuela cuzqueña. Autor de cuadros religiosos, entre 1748 y 1764 pintó al menos 200 obras, 24 de ellas acerca de La vida de San Francisco de Asís (1748), para la orden capuchina de Santiago (Chile); cincuenta lienzos sobre la Letanía Laurentina (1755) para la Catedral del Cusco y unos 73 trabajos para la Compañía, en el Cuzco (1762). Usó el azul y el bermellón en sus cuadros.
Su influyente estilo se caracteriza por la belleza dulzona y convencional de sus representaciones marianas, rodeadas casi siempre por cabezas aladas de querubines. Zapata abordó asimismo temas alegóricos de la Virgen. En este caso, el pintor se inspiró en las estampas sobre este tema, grabadas por Christoph Thomas Scheffler en 1732. Son composiciones didácticas, de lectura relativamente fácil con respecto a los complejos conceptos teológicos que buscan explicar.
Por encargo de los jesuitas, Zapata abordó otro conjunto similar, ayudado por su discípulo Cipriano Gutiérrez. De mayor interés, dentro de esta línea temática de exaltación mariana, resulta la Virgen entronizada, que Zapata realizó en 1764 para la parroquia de la Almudena. Es una representación mayestática que disfrutó de enorme aceptación a juzgar por la gran cantidad de copias y variantes que circularon en toda la región. La influencia de su obra se extendió por un área que alcanzba el Alto Perú, Chile y el norte de la actual Argentina, pero después de 1764 se reducen los encargos y las noticias a él referidas y en 1773 consta que se encontraba en la cárcel por causas desconocidas, perdiéndosele luego la pista.
El arte de este maestro será continuado en posteriores décadas por varios seguidores suyos, entre los que destacan Antonio Vilca e Ignacio Chacón. 
Marcos Sápaca fue contemporáneo de este artista; está probado que son dos personas diferentes, con obra y firmas diferentes, una serie de pinturas se encuentra en Huamahuaca, Argentina, firmadas por Sápaca.   